# 芸濃町河内
芸濃町河内（げいのうちょうこうち）は三重県津市の大字。本項ではかつて同区域に存在した安濃郡河内村（こうちむら）についても記す。
江戸時代に1,000人を超えていた人口は平成には2桁まで落ち込み、過疎化が進んでいる。平家の落人伝承が残り、「平維盛の墓」がある。また、住民は平家の子孫とされ、ほとんどが落合姓を名乗る。

## 地理
津市の北西部、旧・芸濃町の西部にあたる。旧芸濃町の面積の半分以上を占める大きな地区である。安濃川上流域の山間部にあたり、四方を山に囲まれている。北東に安濃ダムが所在する。安濃川ではアユの放流が行われ、夏季にはアユ漁が行われる。
安濃川に沿って三重県道42号津芸濃大山田線が北東から南西に通過する。集落はこの県道に沿って形成され、南ノ垣内・六呂屋・覚ヶ野・下ノ垣内・落合・北畑・杖立・梅ヶ畑・宝並の9つからなっていたが、杖立は安濃ダム建設のため、錫杖湖に沈んだ。このうち、南ノ垣内・六呂屋・覚ヶ野を「上の垣内」、下ノ垣内・落合・北畑・杖立を「中の垣内」、梅ヶ畑・宝並を「下の垣内」という。
北に錫杖ヶ岳、南東に摺鉢山・稲子山・経ヶ峰がそびえる。錫杖ヶ岳では近代まで雨乞いが行われた。
- 山岳  - 摺鉢山（464.7m[4]）、稲子山、経ヶ峰（819.3m[4]）、錫杖ヶ岳（677m[4]）
- 湖沼 - 錫杖湖（安濃ダム）
- 河川 - 安濃川、宝並川、笹子川、北畑川、我賀浦川、嘉嶺川、黒曽川

東で芸濃町忍田・芸濃町雲林院、南で芸濃町小野平・芸濃町多門・安濃町草生・美里町穴倉・美里町北長野・美里町平木、北で芸濃町楠原および亀山市加太神武・加太向井・関町越川・関町福徳、西で伊賀市上阿波に接する。

## 歴史

### 近世まで
河内の落合集落にある成覚寺には『安濃郡河内村の始メ』という文書が所蔵されており、河内が平家の落人の村であると伝えている。『神鳳鈔』には「内宮河智御厨」の記述があり、伊勢神宮皇大神宮（内宮）の御厨であった可能性があるものの、河智御厨が今の芸濃町河内であるとする確証はない。
近世には伊勢国安濃郡河辺組、後に高野尾組に属し、河内村として津藩の配下にあった。文禄3年（1594年）に394石余だった村高は慶安元年（1648年）に400石余に、天保期（1830年 - 1844年）に429石余に増加、『旧高旧領取調帳』では430石余となった。この村高はほとんどが畑で田は非常に少なく、畑は「切畑」と呼ばれる焼畑であった。焼畑での産物はダイズ・アズキを主とし、ソバ・アワ・ヒエ・茶・漆も生産した。山中では薪炭やワラビを産し、寛政5年（1753年）から藩政改革のため、村の所有する山が津藩の御林（藩有林）となり、スギ・ヒノキ・キリ・コウゾが植林されたほか、藩はコウゾの苗木を配布し製紙業を奨励した。藩有林は天保8年（1837年）に褒賞として田中治郎左衛門に与えられた。また雲林院5ヶ村（雲林院・椋本・忍田・萩野・岡本）の共有山林が河内村にあったため、これらの村との山争いが頻発した。また草を採って雲林院5ヶ村などに売っていた。

### 近代以降
1876年（明治9年）、児童53人・教師2人の河内小学校が村内に開校した。1884年（明治17年）より戸長役場を雲林院村と共同で設置することになり、事務所を雲林院村に置いた。町村制により河内村は単独村制を施行したが、雲林院村との役場の共同設置は継続し、組合役場と称していた。1911年（明治44年）7月に組合を解消して村内の梅ヶ畑区に村役場を置いた。村役場は1916年（大正5年）に杖立区に移転した。1933年（昭和8年）時点の産業別戸数は農業が72戸で最も多く、以下商業25戸、公務自由業11戸、工業、交通業と続き、養蚕と林業を主としていた。
学制改革により1947年（昭和22年）に河内中学校が開校するが、後に林中学校へ統合され、林中学校も1965年（昭和40年）2月7日に椋本中学校と統合し、芸濃町立芸濃中学校（現・津市立芸濃中学校）となった。1976年（昭和51年）時点で河内の小学生は31人、保育所の在籍者は14人と少子化が深刻であった。

### 沿革
- 幕末時点では安濃郡河内村であった。「旧高旧領取調帳」の記載によると津藩領。
- 明治4年7月14日（グレゴリオ暦：1871年8月29日） - 廃藩置県により津県の管轄となる。
- 明治4年11月22日（グレゴリオ暦：1872年1月2日） - 第1次府県統合により安濃津県の管轄となる。
- 明治5年3月17日（グレゴリオ暦：1872年4月24日） - 安濃津県が改称して三重県となる。
- 1889年（明治22年）4月1日 - 町村制の施行により、近世以来の河内村が単独で自治体を形成。大字は編成せず[10]。
- 1956年（昭和31年）9月30日 - 河内村が河芸郡椋本村・明村・安濃郡安西村・雲林院村と合併して安芸郡芸濃町が発足し、同町大字河内となる。
- 2006年（平成18年）1月1日 - 芸濃町が津市・久居市・安芸郡河芸町・美里村・安濃町・一志郡香良洲町・一志町・白山町・美杉村と合併し、改めて津市が発足、同市芸濃町河内となる。

### 地名の由来
『勢陽五鈴遺響』によれば、川に囲まれた地形による。

## 平家の落人伝承
伊勢平氏の落人伝承は三重県に数多く残るが、中でも芸濃町河内のものは際立った存在である。成覚寺の所蔵する『安濃郡河内村の始メ』には、伊勢国と伊賀国の境界に近い河内へ平家の落人が逃れてきたと伝えている。『安濃郡河内村の始メ』は前半部が『平家物語』からの抜粋、後半部が河内村の各集落の創設起源に関する物語で構成される。『安濃郡河内村の始メ』は成覚寺の僧である浄信が万治元年（1658年）に元の文書を筆写したものと末尾に記されているが、その時すでに浄信は亡くなっているはずなので、書き手は不明である。成覚寺には寛政丙辰年9月（グレゴリオ暦：1796年10月）の銘が入った平維盛の墓碑がある。以下が伝承の内容である。
| 「 | 維盛は熊野へ落ち延び、そこで入水したとされるが、実際には入水したと見せかけて熊野から伊勢国へ入り、河内までたどり着き、河内の落合集落に草庵を結び、承元4年3月28日（ユリウス暦：1210年4月23日）に河内で亡くなった。維盛とともに河内へ落ち延びた平家一門の21家はその後も河内に住み、子孫は250戸余まで繁栄した。 | 」 |

この伝承は寛政期以降に発信が強くなっており、渡辺康代は河内村の有力者であった落合家が平家の血筋を引く最も由緒正しい家柄であることを示すとともに、落合家が村を拓いたこと、木地師として昔から生計を立ててきたこと、落合家を中心として河内村が一体となっていることを知らしめる意図があったと推定している。その目的は、落合家が津藩の無足人（郷士）となるのにふさわしい家柄であることを示すと同時に、津藩の御林造林のために挙村一致させることであったと渡辺康代は考察している。
2011年（平成23年）6月5日には、同年の大河ドラマ『平清盛』放映による平家ブームの到来を想定し、伊勢平氏会が成覚寺で総会を開き、「平維盛の生涯」と題した講演も行われた。津市内には一志町波瀬と美杉町太郎生の落人伝承、産品の平家発祥の地伝説、河芸町別保の人魚伝説など平家にまつわる伝説を持つ地が数多く存在する。

## 世帯数と人口
2019年（令和元年）6月30日現在の世帯数と人口は以下の通りである。
| 町丁       | 世帯数 | 人口 |
| ---------- | ------ | ---- |
| 芸濃町河内 | 27世帯 | 50人 |

### 人口の変遷
1748年以降の人口の推移。なお、2010年以前は津市に合併前の推移。また、1995年以降は国勢調査による人口の推移。芸濃町の1大字となってから20年程度で人口が半減し、過疎化に悩まされている。
| 1748年 - 1750年（寛延年間） | 1,039人 | [ 10 ]     |  |
| 1888年（明治21年）          | 872人   | [ 10 ]     |  |
| 1913年（大正2年）           | 876人   | [ 10 ]     |  |
| 1925年（大正14年）          | 722人   | [ 10 ]     |  |
| 1933年（昭和8年）           | 688人   | [ 10 ]     |  |
| 1947年（昭和22年）          | 731人   | [ 10 ]     |  |
| 1960年（昭和35年）          | 572人   | [ 10 ]     |  |
| 1975年（昭和50年）          | 335人   | [ 10 ]     |  |
| 1980年（昭和55年）          | 227人   | [ 10 ]     |  |
| 1995年（平成7年）           | 101人   | [ WEB 7 ]  |  |
| 2000年（平成12年）          | 102人   | [ WEB 8 ]  |  |
| 2005年（平成17年）          | 75人    | [ WEB 9 ]  |  |
| 2010年（平成22年）          | 62人    | [ WEB 10 ] |  |
| 2015年（平成27年）          | 51人    | [ WEB 11 ] |  |

### 世帯数の変遷
1748年以降の世帯数の推移。なお、2010年以前は津市に合併前の推移。また、1995年以降は国勢調査による世帯数の推移。
| 1748年 - 1750年（寛延年間） | 258戸   | [ 10 ]     |  |
| 1872年（明治5年）           | 153戸   | [ 10 ]     |  |
| 1888年（明治21年）          | 165戸   | [ 10 ]     |  |
| 1913年（大正2年）           | 149戸   | [ 10 ]     |  |
| 1925年（大正14年）          | 154世帯 | [ 10 ]     |  |
| 1933年（昭和8年）           | 133世帯 | [ 10 ]     |  |
| 1947年（昭和22年）          | 148世帯 | [ 10 ]     |  |
| 1960年（昭和35年）          | 155世帯 | [ 10 ]     |  |
| 1975年（昭和50年）          | 92世帯  | [ 10 ]     |  |
| 1980年（昭和55年）          | 71世帯  | [ 10 ]     |  |
| 1995年（平成7年）           | 39世帯  | [ WEB 7 ]  |  |
| 2000年（平成12年）          | 38世帯  | [ WEB 8 ]  |  |
| 2005年（平成17年）          | 32世帯  | [ WEB 9 ]  |  |
| 2010年（平成22年）          | 30世帯  | [ WEB 10 ] |  |
| 2015年（平成27年）          | 26世帯  | [ WEB 11 ] |  |

## 学区
市立小・中学校に通う場合、学区は以下の通りとなる。かつては地区内に河内小学校・河内中学校があった。
| 番・番地等 | 小学校           | 中学校           |
| ---------- | ---------------- | ---------------- |
| 全域       | 津市立芸濃小学校 | 津市立芸濃中学校 |

## 交通

### バス
津市コミュニティバス
- 芸濃巡回河内ルート
  - 芸濃総合文化センター - ショッピングセンター - 芸濃総合支所 - 中町 - 総合文化センター - 市場 - 落合の郷 - 北畑

### 道路
- 三重県道42号津芸濃大山田線 - 生活道路であるが、1車線区間は自動車がすれ違うことのできないほど道路幅員は狭く、中日新聞の報道によれば雨天時に地元住民が利用することはない[16]。
  - 伊賀越
- 宝並林道[10]

## 施設
- ふれあい公園
- 錫杖湖畔キャンプ場
- 錫杖湖水荘[WEB 13]
- 津市落合の郷

### 落合の郷
安濃川と我賀浦川の合流点（落合）にある自然体験施設。「津市落合の郷の設置及び管理に関する条例」に基づいて津市が設置する。
管理棟・屋外工房・バーベキュー施設を備え、抗火石（コーガ石）の彫刻教室、魚釣りやつかみ取り、バーベキューなどができる。

### 寺社
- 小川内神社 - 式内社の小川内神社とする説がある[4]。1908年（明治41年）、河内にあった諸社を合祀[10]。
- 真宗大谷派浄得寺[4]
- 真宗大谷派願了寺[4]
- 真宗高田派本法寺[4]
- 真宗高田派岩間山成覚寺[4][WEB 6][WEB 13]
- 真宗高田派澄源寺 - 天正年中（ユリウス暦：1573年 - 1592年）創建[4]。

## その他

### 日本郵便
- 郵便番号 : 514-2207[WEB 3]（集配局：椋本郵便局[WEB 16]）。

### WEB
1. ↑  “三重県津市の町丁・字一覧”.   人口統計ラボ. 2019年8月15日閲覧。
2. 1 2  “人口（男女別）・世帯数 - 住民基本台帳世帯数および人口　（各月末現在）”.   津市 (2019年7月31日). 2019年8月15日閲覧。
3. 1 2  “芸濃町河内の郵便番号”.  日本郵便. 2019年8月15日閲覧。
4. ↑  “市外局番の一覧”.   総務省. 2019年6月24日閲覧。
5. ↑  “学校概要”.   津市立芸濃中学校. 2014年2月1日時点のオリジナルよりアーカイブ。2014年2月1日閲覧。
6. 1 2  “平維盛について講演　5日・落合会長が芸濃の成覚寺で”.   三重ふるさと新聞. 2014年2月1日時点のオリジナルよりアーカイブ。2014年2月1日閲覧。
7. 1 2  “平成7年国勢調査の調査結果(e-Stat) - 男女別人口及び世帯数 －町丁・字等”.   総務省統計局 (2014年3月28日). 2019年8月16日閲覧。
8. 1 2  “平成12年国勢調査の調査結果(e-Stat) - 男女別人口及び世帯数 －町丁・字等”.   総務省統計局 (2014年5月30日). 2019年8月16日閲覧。
9. 1 2  “平成17年国勢調査の調査結果(e-Stat) - 男女別人口及び世帯数 －町丁・字等”.   総務省統計局 (2014年6月27日). 2019年8月16日閲覧。
10. 1 2  “平成22年国勢調査の調査結果(e-Stat) - 男女別人口及び世帯数 －町丁・字等”.   総務省統計局 (2012年1月20日). 2019年8月16日閲覧。
11. 1 2  “平成27年国勢調査の調査結果(e-Stat) - 男女別人口及び世帯数 －町丁・字等”.   総務省統計局 (2017年1月27日). 2019年8月16日閲覧。
12. ↑  “津市学区一覧表”.   津市. 2019年8月17日閲覧。
13. 1 2  津市観光協会"津まるごと探訪 〜今月のおすすめスポット〜｜津市観光協会"（2014年1月5日閲覧。）
14. 1 2  三重県観光連盟"落合の郷の観光スポット情報 - 観光三重"（2014年2月1日閲覧。）
15. ↑  津市役所芸濃総合支所地域振興課"津市 - 芸濃総合支所地域振興課-「落合の郷」のご案内"（2014年2月1日閲覧。）
16. ↑  “郵便番号簿 2018年度版” (PDF).   日本郵便. 2019年6月10日閲覧。

### 文献
1. ↑  「角川日本地名大辞典」編纂委員会 1983, p. 477, 1319.
2. 1 2 3 4 5 6 7 8  「角川日本地名大辞典」編纂委員会 1983, p. 1319.
3. 1 2 3  「角川日本地名大辞典」編纂委員会 1983, p. 476.
4. 1 2 3 4 5 6 7 8 9 10 11 12 13 14 15 16 17  平凡社地方資料センター 1983, p. 340.
5. 1 2 3  渡辺（2010）：24ページ
6. 1 2 3  渡辺（2010）：33ページ
7. ↑  「角川日本地名大辞典」編纂委員会 1983, p. 476-477.
8. ↑  渡辺（2010）：23ページ
9. ↑  渡辺（2010）：29ページ
10. 1 2 3 4 5 6 7 8 9 10 11 12 13 14 15 16 17 18 19 20 21 22 23 24 25 26 27 28 29 30 31 32  「角川日本地名大辞典」編纂委員会 1983, p. 477.
11. 1 2  渡辺（2010）：35ページ
12. ↑  渡辺（2010）：35 - 36ページ
13. ↑  渡辺（2010）：36 - 37ページ
14. ↑  渡辺（2010）：37 - 38ページ
15. ↑  三重県民生委員児童委員協議会広報啓発委員会（2012）：7ページ
16. ↑  “代替路カーナビ示す？ 県外車多数”中日新聞2013年9月21日付朝刊、34ページ
17. ↑  津市落合の郷の設置及び管理に関する条例（平成18年1月1日津市条例第162号）